# Audîtorivka, Svitlovodsk
Audîtorivka (în ucraineană Аудиторівка) este un sat în comuna Zaharivka din raionul Svitlovodsk, regiunea Kirovohrad, Ucraina.

## Demografie
Componența lingvistică a localității Audîtorivka
     Ucraineană (88,64%)
     Rusă (11,36%)
Conform recensământului din 2001, majoritatea populației localității Audîtorivka era vorbitoare de ucraineană (88,64%), existând în minoritate și vorbitori de rusă (11,36%).